# Alexander Matting
Alexander Matting (* 21. November 1897 in Berlin-Charlottenburg; † 1. Dezember 1969 in Hannover) war ein deutscher Ingenieur der Metallurgie und als Professor für Werkstoffkunde von 1940 bis 1943 Rektor der Technischen Hochschule Hannover.

## Leben
Alexander Matting war der Sohn des späteren Oberbürgermeisters von Breslau (1912–1919), Paul Matting. Seine Mutter war die Engländerin Bessie White.
Matting studierte bis 1925 Eisenhüttenwesen an der TH Breslau. Anschließend war er bis 1927 als Assistent am dortigen Eisenhüttenmännischen Institut und promovierte mit einer „Vergleichende[n] Arbeit über die Bestimmung freien Kalks in Schlacken und Zementen“. Er begann in der Folge als Konstrukteur bei der Eisen- und Stahlwerke Hoesch AG in Dortmund und wechselte schon 1928 als Sachverständiger für Werkstoffprüfung und Dampfkesselwesen zum Technischen Überwachungsverein nach Düsseldorf. Von 1930 bis 1935 war er Reichsbahnrat und Leiter der Schweißtechnischen Versuchsanstalt der Deutschen Reichsbahn in Wittenberge. Parallel zu seiner Reichsbahntätigkeit hatte er einen Lehrauftrag für Schweißtechnik an der TH Breslau, wo er sich 1935 mit der Arbeit „Erkenntnisse bei der Durchführung von Falt- und Zugversuchen an geschweißten Stählen“ habilitierte. Noch 1935 wurde er von der Technischen Hochschule Hannover als Professor für Werkstoffkunde berufen.
Zum 1. Mai 1933 trat er der NSDAP bei (Mitgliedsnummer 2.781.438). Von 1940 bis 1943 führte er die Hochschule als Rektor. Aus dieser Zeit stammt sein Porträt, das Adolf Wissel gemalt hat und das ihn mit der Rektoratskette sowie militärischen Auszeichnungen zeigt. Durch seine Forschungen zur Metallverarbeitung unterstützte er die Rüstungsindustrie im Zweiten Weltkrieg beispielsweise mit automatisierten Schweißverfahren für die Sektionsbauweise der U-Boot-Klasse XXI und die Herstellung der „Vergeltungswaffe 2“.
Von 1950 bis 1952 war Matting Dozent für Schweißtechnik und wissenschaftlicher Berater am Instituto de la Soldadura (Schweißinstitut) in Madrid. Anschließend kehrte er an die TH Hannover zurück und wurde zudem Leiter der Amtlichen Materialprüfungsanstalt für Werkstoffe des Maschinenwesens und Kunststoffe und Direktor des Niedersächsischen Materialprüfamtes. Von 1960 bis 1969 leitete er den Arbeitskreis Niedersachsen der Deutschen Gesellschaft für Zerstörungsfreie Prüfung. Matting war zudem Mitglied der Deutschen Gesellschaft für Materialkunde.

## Auszeichnungen
- 1968: Großes Bundesverdienstkreuz[4]
- Ehrenmitglied des Instituto de la Soldadura (Schweißinstitut), Madrid
- unbekannte militärische Auszeichnungen aus dem Ersten Weltkrieg (siehe Darstellung auf Wissels Porträt)

## Schriften (Auswahl)
- Vergleichende Arbeit über die Bestimmung freien Kalks in Schlacken und Zementen, Dissertation TH Breslau, Hernhausser, Berlin 1927
- Erkenntnisse bei der Durchführung von Falt- und Zugversuchen an geschweißten Stählen, Habilitation TH Breslau 1935
- Metallkleben: Grundlagen, Technologie, Prüfung, Verhalten, Berechnung, Anwendungen, Springer, Berlin 1969